# Gare de Kenora
La gare de Kenora  est une gare ferroviaire canadienne, érigée par le chemin de fer Canadien Pacifique. La gare d'un étage et demi a été construite en 1899, de  brique et de pierre. Elle se trouve au centre de la ville de Kenora. 

## Histoire
Le sous-sol de la gare (qui contenait les piles électriques pour le télégraphe) a été le site d'une expérience scientifique en 1918 pour mesurer la force de gravité au moyen d'une pendule par le gouvernement canadien .

## Patrimoine ferroviaire
La gare est désignée gare ferroviaire patrimoniale du Canada depuis 1991 . 
La gare est le produit de William Garson, qui est aussi responsable du bureau de poste de Kenora .
Au début du XXe siècle, la gare comprenait un jardin triangulaire et une fontaine à gauche de l’édifice . Le jardin était une caractéristique de plusieurs gares du Canadien Pacifique de l'époque, commençant à Montréal et allant vers l'ouest. Le chemin de fer pensait que ceci attirerait des colons vers l'ouest canadien. «Les jardins des gares, caractérisés dans des publicités efficaces au sujet la fertilité des prairies, seront une partie importante de ces campagnes. Les jardins surtout à l'ouest, étaient souvent le centre de la communauté et un lien important avec le monde extérieur. Les boosters municipaux ont dit que la seule preuve de la valeur d'une ville immédiatement vue par un colon éventuel était l'état de la gare de la ville." La ville de Kenora est montrée dans les photographies d'époque comme un exemple précoce du jardin ferroviaire du Canadien Pacifique .
Le jardin de la gare de Kenora était "un grand site en contrebas, en partie jardin de plantes vivaces et en partie rocaille". Le chemin de fer commence à désaccentuer ces jardins des gares après la Deuxieme Guerre Mondiale et n'offre plus de récompenses pour les agents-jardiniers à partir des années 1950. Le besoin d'annoncer la fertilité de l'Ouest canadien perdera de l'importance et ces jardins disparaissent lentement .